# Дармштадтський технічний університет
Дармшта́дтський техні́чний університе́т (нім. Technische Universität Darmstadt) — вищий навчальний заклад технічного спрямування, що розташований у німецькому місті Дармштадт (земля Гессен). Університет входить до числа провідних технічних університетів країни, зокрема, він є членом асоціації TU9.

## Історія

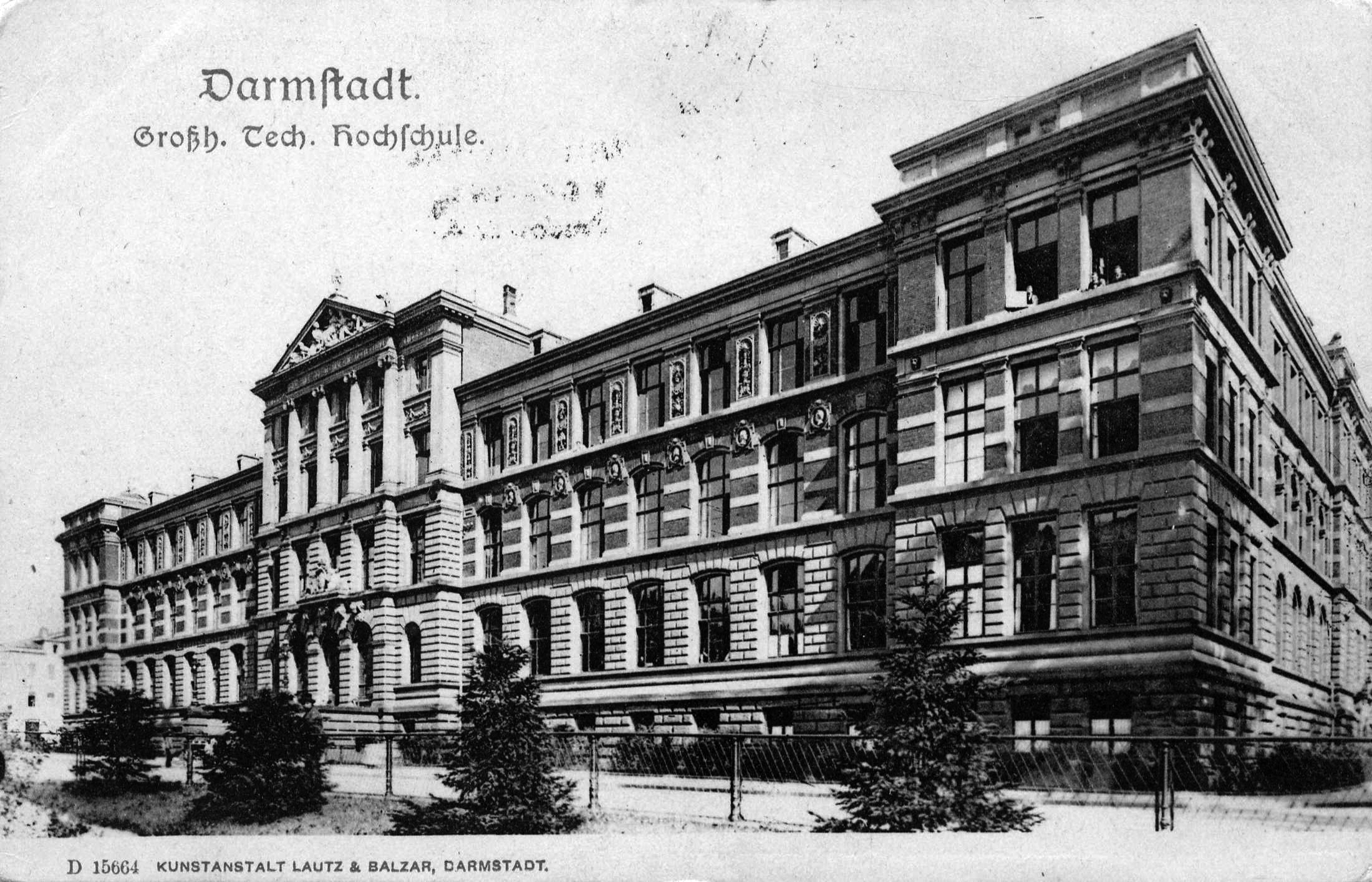
Вища технічна школа

Історія Дармштадтського технічного університету ведеться від моменту, коли у 1877 році Великий герцог Гессена Людвіг IV надав Вищій технічній школі Дармштадту статус університету.
25 листопада 1899 за сприяння Великого герцога Гессену Ернста Людвіга університет отримав право видавати звання докторів. Це допомогло Дармштадтскому університету наблизитися до рівня інших німецьких університетів. 8 березня 1902 року були надані перші звання докторів наук.
На початку XX століття університет став однією з передових установ у авіапроектуванні та конструюванні літаків. Був збудований аеродром, який нині вважається найстарішим у Німеччині. В 1913 році було відкрито новий напрям у навчанні — «Авіація і льотні технології». Професорсько-викладацький склад університету активно залучали до проектування нових аеродромів та підготовки фахівців авіаційної промисловості.

## Факультети
До складу університету входять 13 факультетів за п'ятьма навчальними напрямами:
- Факультет економіки і правознавства
- Факультет соціології та історії
- Факультет гуманітарних наук
- Математичний факультет
- Фізичний факультет
- Хімічний факультет
- Біологічний факультет
- Факультет матеріалознавства та наук про Землю
- Факультет цивільної та екологічної інженерії
- Факультет архітектури
- Факультет машинобудування
- Факультет електротехніки та інформаційних технологій
- Факультет інформатики

## Відомі випускники та викладачі

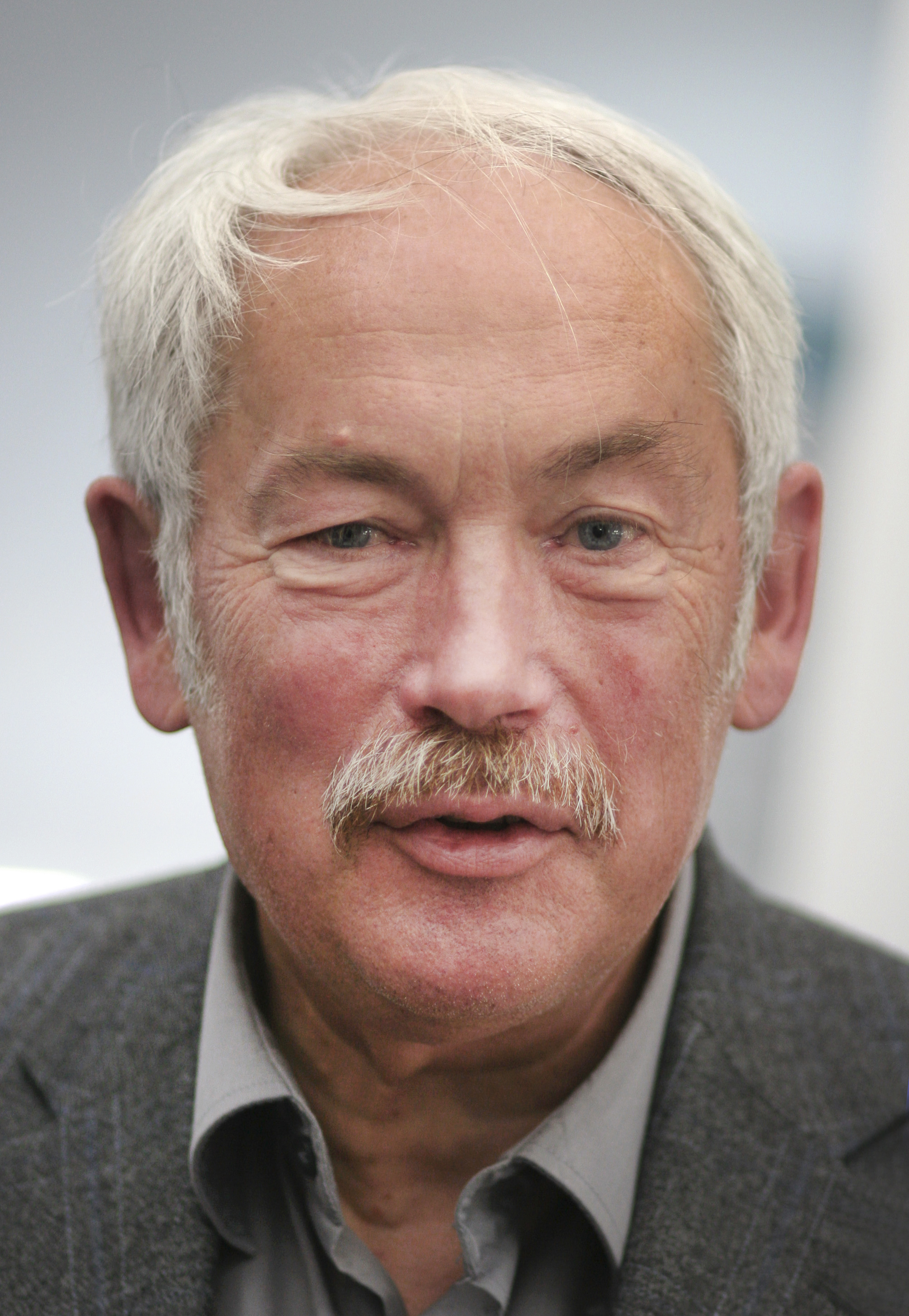
Петер Грюнберг, лауреат Нобелівської премії з фізики (2007)

- Гюнтер Беніш (1922—2010) — німецький архітектор
- Хаїм Вейцман (1874—1952) — ізраїльський хімік, засновник Інституту Вейцмана, перший президент Ізраїлю
- Герхард Герцберг (1904—1999) — канадський фізик, лауреат Нобелівської премії з хімії (1971)
- Петер Грюнберг (нар. 1939) — німецький фізик, лауреат Нобелівської премії з фізики (2007)
- Доливо-Добровольський Михайло Йосипович (1862—1919) — російський інженер, розробник трифазної системи електропостачання
- Фрідріх Ернст Дорн (1848—1916) — німецький фізик, першовідкривач радону
- Генріх Каро (1834—1910) — німецький хімік
- Еразмус Кіттлер (1852—1929) — німецький фізик-електротехнік
- Ойґен Коґон (1903—1987) — німецький історик, політолог
- Лисицький Лазар Маркович (1840—1941) — радянський художник, архітектор
- Фрітц фон Опель (1899—1971) — німецький промисловець
- Карл Адам Петрі (1926—2010) — німецький математик
- Герхард Сесслер (нар. 1931) — німецький винахідник
- Артур Тікс (1897—1971) — німецький промисловець, лідер воєнної економіки.
- Бернгард Шлінк (нар. 1944) — німецький письменник, юрист
- Ернст Шредер (1841—1902) — німецький математик
- Едуард Цинтль (1898—1941) — німецький хімік
- Ірина Гуревич (нар. 1976) — український інформатик-лінгівст

## Рейтинги
За рейтингом видавництва «QS World University Rankings» Дармштадтський університет у 2014 році посідав 269 місце серед університетів усього світу та 18 — серед навчальних закладів Німеччини.
Фонд імені Александра фон Гумбольдта складає рейтинг німецьких вищих навчальних закладів за кількістю залучених університетами дослідників з інших установ та нагороджених з них. Рейтинг складається за чотирма науковими напрямами: науки про життя, соціальні, природничі, а також інженерні науки. Найвищу сходинку, першу, Дармштадтський університет посів у рейтингу інженерних наук, а у загальному рейтингу він отримав 13 місце.